# Bombylius rutilous
Bombylius rutilous är en tvåvingeart som först beskrevs av Hall 1975.  Bombylius rutilous ingår i släktet Bombylius och familjen svävflugor. Inga underarter finns listade i Catalogue of Life.